# 尊室谷
尊室谷（越南语：／；？—1783年），廣南阮主宗室，阮朝官員、將領。
尊室谷是尊室譚之子，最初跟隨定王阮福淳南逃，歷任左水掌奇兼工部該內、馬該艚務。阮王壬寅三年（景興四十三年、1782年），西山朝攻打嘉定，阮福映至三阜時他擔任中軍道護；不久一行入四岐江與西山軍大戰，阮福映部下敗退栗江。當年秋天，西山軍退兵，尊室裕護駕回嘉定，和朱文接領戰船抵禦西山朝。
癸卯四年（景興四十四年、1783年）春天，西山軍在角魚打敗阮王軍隊，阮福映出逃，尊室裕調派水軍與義道調遣陳挺回去芹蒢偵察西山軍；但由於陳挺輕視尊室裕，不聽從命令，因此尊室裕殺死陳挺。礨石之戰失利，阮福映逃至崑崙島，他和尊室晪、掌奇晃榮、麻離等人被西山軍擒獲。西山軍利誘他，他卻斥責「寧為東浦鬼，不為西山臣」，於是遭殺害。
嘉隆三年（1804年），阮福映贈封“掌營、郡公”，列祀顯忠廟、中興功臣廟。